# Luchthaven Haugesund Karmøy
Luchthaven Haugesund Karmøy (IATA: HAU, ICAO: ENHB) is de luchthaven die Haugesund, Noorwegen bedient. Het ligt aan de westkant van het eiland en ten zuidwesten van Haugesund. De luchthaven werd geopend in 1975 en Avinor is de eigenaar ervan.
De luchthaven had 490.709 passagiers in 2006. SAS naar Bergen en Oslo. De luchthaven geeft 90% korting op de luchthavenbelastingen voor vluchten naar internationale bestemmingen, waarna Ryanair vluchten begon naar zijn hub Londen Stansted. Widerøe voert tevens vluchten uit naar Kopenhagen, SAS vliegt in de zomer naar Chania en Ryanair vliegt sinds kort ook naar Bremen.